# Parti social-démocrate du travail letton
Pour les articles homonymes, voir Parti social-démocrate.
Le Parti social-démocrate du travail letton (en letton, Latvijas Sociāldemokrātiskā strādnieku partija, LSDSP) est un parti politique de Lettonie, de type social-démocrate. Il n'est plus représenté au Saeima depuis 2002 (moins de 5 % des voix).
Il est membre du Parti socialiste européen et de l'Internationale socialiste.
En juin 2004, le LSDSP a obtenu 27 437 voix (4,79 %) manquant de peu l'élection d'un député européen.

## Histoire
Le LSDSP a été créé en 1904 alors que la Lettonie faisait encore partie de l'Empire russe. Il s'allia avec le Parti ouvrier social-démocrate de Russie, avant de s’en séparer en 1918.
Il obtint 57 (sur 150) députés à l'Assemblée constituante de 1920 (Satversmes Sapulce) et devint l’un des deux plus influents partis politiques lettons avec l’Union des paysans de Lettonie. Le LSDSP remporta la majorité des sièges aux quatre élections législatives durant la période d’indépendance du pays (31 des 100 sièges en 1922 ; 33 sièges en 1925 ; 26 sièges en 1928 et 21 sièges en 1931). Et son chef, Pauls Kalniņš (lv), fut président du parlement letton de 1925 à 1934. Cependant, le parti sera souvent dans l’opposition, car de nombreux petits partis de droite formèrent un gouvernement de coalition, généralement dirigées par l'Union des fermiers lettons. 
Le LSDSP a été interdite après 1934 le coup d’État de Kārlis Ulmanis et resta interdit après l'occupation soviétique en 1940. Lorsque beaucoup de Lettons ont quitté le pays pendant la Seconde Guerre mondiale, le LSDSP a été restauré comme une « organisation en exil » opérant depuis Suède en 1945 et, plus tard, à partir d'autres pays occidentaux.
Lorsque la Lettonie est redevenue indépendante en 1990, le LSDSP s’est réimplanté en Lettonie. Au début des années 1990, il se débattait avec des problèmes de divisions internes. À un moment donné, la Lettonie avait 3 partis sociaux-démocrates, deux d'entre eux étant des issus du LSDSP et le troisième étant la faction réformiste de l'ancien Parti communiste de Lettonie. Finalement, les trois organisations ont fusionné, sous le nom de LSDSP. Celui-ci a connu un certain succès aux élections législatives de 1998, remportant 14 sièges sur 100, ainsi que durant les élections locales en 2001, lorsque l'un de ses membres, Gundars Bojārs (en) est devenu le maire de Riga.
Il a moins bien réussi lors des élections générales en 2002, où il n’a obtenu seulement que 4 % des voix, le minimum pour obtenir des sièges étant fixé à 5 %.

## Dirigeant et mairie de Riga
Le parti est actuellement dirigé par Jānis Dinevičs (lv).
- 2006 - Guntars Jirgensons.
- 2005-2006 - Juris Bojārs (lv).
- 2002-2005 - Dainis Īvāns, ancien journaliste qui a aussi été président du Front populaire letton à la fin des années 1980.
- 1999-2002 - Juris Bojārs (lv).

Le 11 mars 2001, lors des  élections locales en Lettonie, le Parti social-démocrate (LSDSP) est arrivé en tête dans la capitale Riga, recueillant 23,4 % des suffrages et 14 sièges devant Pour les droits de l’homme  en Lettonie unie (FHRUL) qui obtient 21,4 % des voix et 13 sièges. Les trois formations gouvernementales recueillent respectivement 17,3 % (Union pour la patrie et la liberté, TB/LNNK), 10,3 % (Parti populaire, TP) et 8,7 % (Voie lettonne, LC). Gundars Bojars (LSDSP) a été élu maire de la ville (actuellement conseiller municipal).